# Rogers Arena

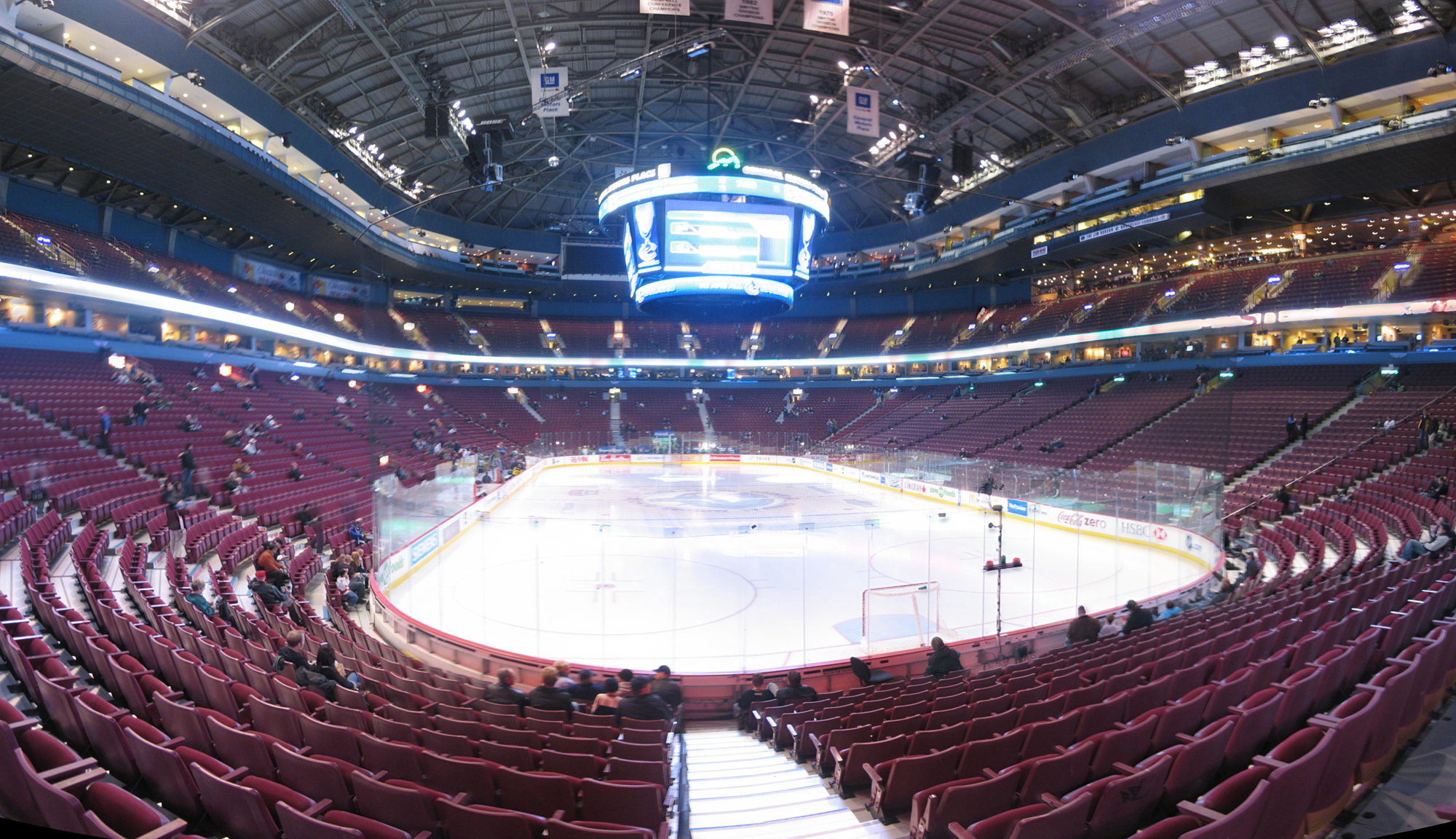
Rogers Arena

Rogers Arena, dawniej General Motors Place także GM Place, a na czas Zimowych Igrzysk Olimpijskich 2010 Canada Hockey Place – duża hala sportowo-widowiskowa znajdująca się w mieście Vancouver w Kanadzie. Przede wszystkim jest to lodowisko zawodowego zespołu hokejowego Vancouver Canucks.
Hala została otwarta w 1995 i zbudowana za prywatne pieniądze. Nazywała się ona General Motors Place, lecz MKOL na czas olimpiady w Vancouver nakazał zmiany tejże nazwy (obiekty olimpijskie nie mogą nazywać się od nazwy sponsora). 
Obecnie swoje mecze rozgrywa tutaj Vancouver Canucks (NHL). Dawniej grały tutaj Vancouver Grizzlies (NBA, obecnie Memphis Grizzlies) i Vancouver Ravens (NLL). W hali znajduje się 88 luksusowych apartamentów oraz 12 apartamentów gościnnych.

## Najważniejsze wydarzenia
- W 1996 odbywały się tu zmagania o Puchar Świata Hokeja na lodzie
- W 1998 odbywały się NHL All-Star Game
- W 2001 odbywały się Mistrzostwa Świata w jeździe figurowej na lodzie
- W 2006 odbywał się tutaj draft NHL
- W 2011 odbywały się tu 4 mecze 7-meczowego finału Pucharu Stanleya z udziałem Vancouver Canucks i Boston Bruins

## Informacje
- Adres: 800 Griffiths Way Vancouver, British Columbia K2V 1A5
- Otwarcie: 1995 rok
- Koszt budowy: 160 milionów CAD
- Architekt: Brisbin, Brook i Beynon
- Pojemność: 18 630 (hala hokeja), 19 193 (hala koszykówki)